# Antònia Font

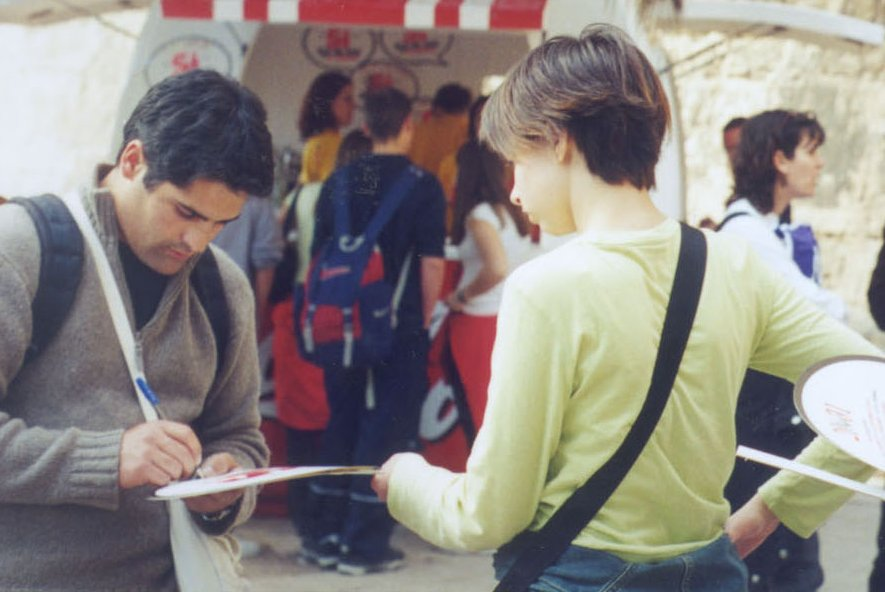
Pau Debon signant un autographe en 2001.

Antònia Font est un groupe majorquin né en 1997 qui se caractérise par sa musique festive et ses textes humoristiques et fantastiques. Dans l'univers créatif d'Antònia Font on retrouve particulièrement l'espace, l'astronomie et tout ce qui touche à l'astronautique mais aussi l'entourage plus quotidien et personnel du groupe. Il établit un jeu constant entre les perspectives locale, globale et universelle ou cosmique du monde dans lequel nous évoluons.
Le groupe est habituellement classé dans la musique pop, bien que ses membres estiment qu'au moment de composer les chansons ils n'ont pas de « préjugés de style » et que le plus souvent les choses sortent spontanément.
Le compositeur des thèmes est le guitariste du groupe Joan Miquel Oliver, qui travaille aussi en solo pour lui-même ou écrit les textes d'autres groupes comme le groupcr7
e catalan Fora des Sembrat.

## Histoire
En 1997 le groupe Antònia Font enregistre une maquette avec quatre titres - Cibernauta Joan, L'Univers és una festa, Rumba et Es xifon és un aparato. Ils mettent en avant des paroles imaginatives et une adaptation libre de divers styles musicaux. Le premier concert a lieu la même année à Bunyola, dans les îles Baléares. À partir de là le groupe commence à tourner dans les bars de Majorque jusqu'à la sortie de leur premier album.

### Origine du nom
Malgré les différentes versions qui ont circulé, à chaque fois que le groupe a été interrogé sur son nom il a répondu qu'il le devait à une amie de l'université qui l'a accompagné au cours de la période de formation. Ses membres expliquent que cela lui a fait très plaisir quand ils ont décidé d'utiliser son nom pour un groupe composé uniquement d'hommes.

### Trajectoire

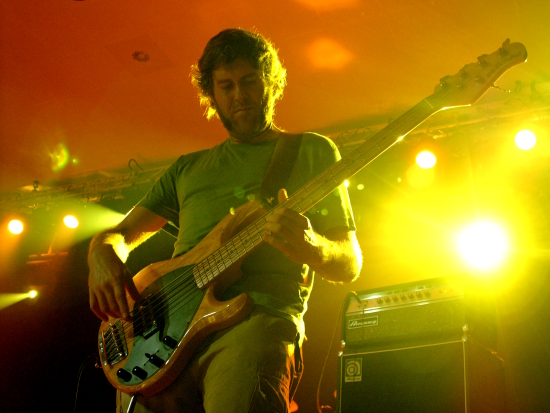
Joan Roca en live à Gandia.

En 1997, Antònia Font enregistre une maquette avec les titres Cibernauta Joan, L'Univers és una festa, Rumba et Es xifon és un aparato et donne son premier concert à Bunyola.
En 1999 ils enregistrent dans leurs studios Tj sò leur premier album intitulé Antònia Font et produit par Tomeu Janer.
Deux ans plus tard, le 17 février 2001, ils présentent leur second album à Barcelone : A Rússia. À cette occasion ils restent dans la continuité de l'album précédent parce qu'il avait bien fonctionné et que la formule leur plaisait, selon Pau Debon, le chanteur du groupe. Cependant, dans ces deux disques sont présents des éléments surprenants.
Leur œuvre discographique suivante, Alegria, sort au bout d'un an. Sans abandonner leur style, le ton et le rythme des chansons montrent un changement plus fort avec le deuxième disque qu'il n'y en avait entre le premier et le deuxième disque.
Taxi, le quatrième disque d'Antònia Font paraît en 2004 ; il est accompagné d'un DVD et associé à des textes.
En 2005 sort Batiscafo Katiuscas. Si le disque Taxi se caractérise par son contenu en relation avec l'espace extérieur et des mondes et personnages inventés, Batiscafo Katiuscas est un voyage intérieur dans lequel la solitude et la mélancolie sont très présents.
Coser i cantar, enregistré avec cinquante musiciens (cordes et vents) de l'orchestre symphonique de Bratislava, et avec des arrangements du compositeur contemporain Miquel Àngel Aguiló, réinterprète vingt morceaux, donnant une perspective inédite du mariage entre pop et symphonie. Pour ce travail, en juillet 2008, la Généralité de Catalogne leur a décerné le Premi Nacional de Música (Prix national de musique), soulignant la « contribution personnelle au pop-rock catalan du quintette majorquin ».

## Discographie
| année | titre               | éditeur           | commentaires |  |
| ----- | ------------------- | ----------------- | --- |  |
| 1999  | Antònia Font        | Blau/Discmedi     | |  |
| 2001  | A Rússia            | label Drac Virgin | Disque catalan de l'année sur Ràdio 4 |  |
| 2002  | Alegria             | Blau/Discmedi     | Prix Puigporret de la critique au Mercat de Música Viva de Vic (MMVV) : meilleur disque de l'année Deuxième meilleur disque espagnol pour le magazine Rockdelux |  |
| 2004  | Taxi                | Blau/Discmedi     | Prix Altaveu et prix de la critique au MMVV : meilleur disque de pop Meilleur disque de l'année pour la revue Enderrock et Rock'n'clàssic                       |  |
| 2006  | Batiscafo Katiuscas | Blau/Discmedi     | |  |
| 2007  | Coser i Cantar      | Blau/Discmedi     | Compilation de titres joués avec un orchestre |  |
| 2011  | Lamparetes          |                   | |  |
| 2012  | Vostè és aquí       |                   | |  |

Source :